# Chiesa di Santa Maria Cavaliera
La ex chiesa di Santa Maria Cavaliera o Santa Maria Maggiore o dei Cavalieri si trova a Pistoia in piazza del Duomo.

## Storia e descrizione
Vantava un'origine precedente a quella della stessa cattedrale, ed è citata dal 979. Fu soppressa nel 1784 e venduta a privati che ne ricavarono abitazioni, manifatture e negozi, ma il suo assetto originario è ancora leggibile. Era ubicata in prossimità del tracciato della via Cassia; l'attuale orientamento nord-sud non è quello originario, parallelo (est-ovest) alla via romana, che fu forse modificato nel XII secolo. Il nome di Cavaliera o dei Cavalieri comparve nel XV secolo, verosimilmente perché vi si svolgevano le cerimonie di investitura dei cavalieri.
Venne soppressa nel 1784 dal vescovo Scipione de' Ricci.
La facciata conserva gli elementi tipici del romanico pistoiese, con il paramento in bicromia, mentre il fianco destro volto sulla piazza del Duomo presenta una semplice muratura in conci regolari di alberese. Sul retro la vecchia abside è stata scoperchiata e trasformata in un terrazzino circolare. Dal XV secolo vi si svolgeva la cerimonia di investitura dei cavalieri, dalla quale deriverebbe la sua denominazione.

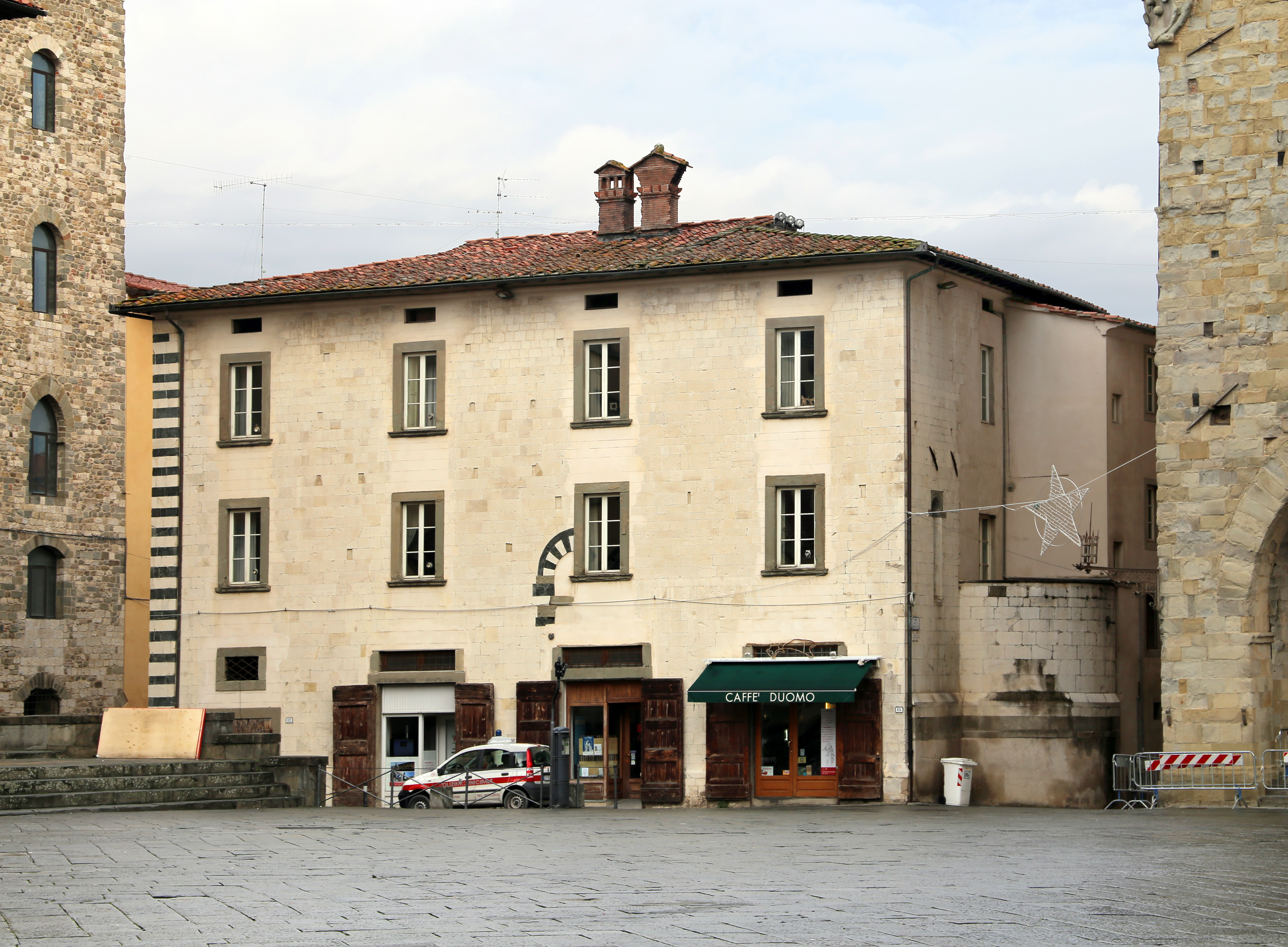
Veduta
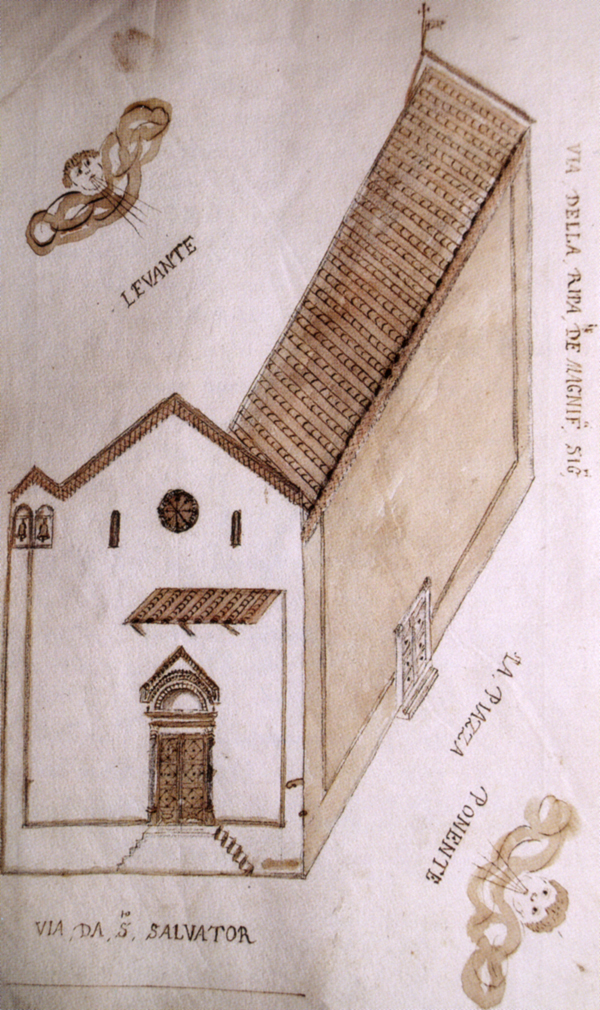
Un prospetto del 1602
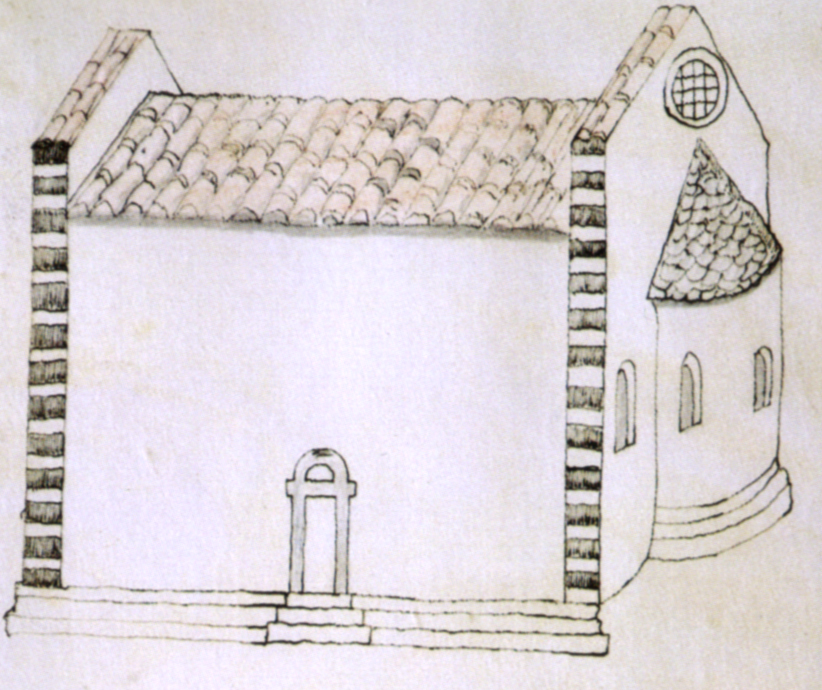
La chiesa di Santa Maria Cavaliera in un disegno del XVI secolo